# Selección de hockey sobre hielo sub-18 de China Taipéi
La Selección de hockey sobre hielo sub-18 de China Taipéi es el equipo de hockey sobre hielo sub-18 representativo de la República de China (Taiwán). El equipo es regido por la Federación de Hockey sobre Hielo de China Taipéi y es miembro de la Federación Internacional de Hockey sobre Hielo (IIHF). Compite en la Campeonato Mundial Sub-18 de la IIHF y el Campeonato Asiático Oceánico Sub-18 IIHF.

## Historia
El equipo nacional masculino de hockey sobre hielo sub-18 de China Taipéi jugó su primer partido en 1999 durante el torneo de la Division II del Campeonato Asiático Oceánico Sub-18 IIHF que se celebró en Pyongyang, Corea del Norte. China Taipéi perdió el torneo y también sufrió su mayor derrota en participación internacional cuando perdió ante Sudáfrica 1-34. China Taipéi permaneció en la División II durante los dos años siguientes y terminó en segundo lugar en ambos años. En 2002, las dos divisiones se fusionaron para el Campeonato Asiático Oceánico Sub-18 de la IIHF de 2002. China Taipéi terminó en quinto lugar después de lograr solo una victoria contra Tailandia. Después de una ausencia de seis años de la competencia internacional, el equipo sub-18 regresó para competir en el torneo del Grupo A de la División III del Campeonato Mundial Sub-18 de la IIHF 2008 que se lleva a cabo en Ciudad de México, México. Terminaron en segundo lugar perdiendo solo un juego ante México. Durante el torneo del Grupo A de la División III del Campeonato Mundial Sub-18 de la IIHF 2010, China Taipéi logró su mayor victoria en participación internacional cuando derrotó a Mongolia 18-1. China Taipéi ha seguido compitiendo en el torneo de la División III en el Campeonato Mundial U18 y más recientemente terminó en el quinto lugar en el Grupo A de la División III del Campeonato Mundial Sub-18 de la IIHF de 2012 y el tercer lugar en el Torneo del Grupo A de la División III del Campeonato Mundial Sub-18 de la IIHF 2013.

## Participaciones

### Campeonato Asiático Oceánico Sub-18 IIHF
| Año  | Sede     | Pos.                                 |
| ---- | -------- | ------------------------------------ |
| 1999 | Pionyang | 4°                                   |
| 2000 | Bangkok  | 2° en la División II (6° en general) |
| 2001 | Seúl     | 2° en la División II (6° en general) |
| 2002 | Auckland | 5°                                   |

### Campeonato Mundial Sub-18 de la IIHF
| Año  | Sede                       | Pos.                                                 |
| ---- | -------------------------- | ---------------------------------------------------- |
| 1999 | Füssen y Kaufbeuren        | No entró                                             |
| 2000 | Kloten y Weinfelden        | No entró                                             |
| 2001 | Helsinki, Lahti y Heinola  | No entró                                             |
| 2002 | Piešťany y Trnava          | No entró                                             |
| 2003 | Yaroslavl                  | No entró                                             |
| 2004 | Minsk                      | No entró                                             |
| 2005 | Pilsen y České Budějovice  | No entró                                             |
| 2006 | Ängelholm y Halmstad       | No entró                                             |
| 2007 | Tampere y Rauma            | No entró                                             |
| 2008 | Kazán                      | 2° en el Grupo A de la División III (37° en general) |
| 2009 | Fargo y Moorhead           | 3° en el Grupo A de la División III (39° en general) |
| 2010 | Minsk y Babruisk           | 3° en el Grupo A de la División III (39° en general) |
| 2011 | Crimmitschau y Dresde      | 2° en el Grupo A de la División III (38° en general) |
| 2012 | Brno, Znojmo y Břeclav     | 5° en el Grupo A de la División III (39° en general) |
| 2013 | Sochi                      | 3° en el Grupo A de la División III (37° en general) |
| 2014 | Lappeenranta y Imatra      | 3° en el Grupo A de la División III (37° en general) |
| 2015 | Zug y Lucerna              | 4° en el Grupo A de la División III (38° en general) |
| 2016 | Grand Forks                | 5° en el Grupo A de la División III (39° en general) |
| 2017 | Poprad, Spišská Nová Ves   | 3° en el Grupo A de la División III (37° en general) |
| 2018 | Cheliábinsk y Magnitogorsk | 6° en el Grupo A de la División III (40° en general) |
| 2019 | Örnsköldsvik y Umeå        | 1° en el Grupo B de la División III (41° en general) |
| 2020 | Plymouth y Ann Arbor       | Cancelado                                            |
| 2021 | Frisco y Plano             | Por determinar                                       |